# Gymnoschiza setiventris
Gymnoschiza setiventris är en skalbaggsart som beskrevs av Moser 1917. Gymnoschiza setiventris ingår i släktet Gymnoschiza och familjen Melolonthidae. Inga underarter finns listade i Catalogue of Life.